# Tomás Katari
Tomás Katari (Macha, 1740 ‒ précipice de Chataquilla, 15 janvier 1781) était un cacique et chef rebelle quechua. N’ayant pas réussi, en dépit de multiples démarches judiciaires et administratives, à faire respecter par les autorités espagnoles ses droits de cacique indien et à faire cesser les abus des percepteurs d’impôts, il déclencha et dirigea dans les années 1780 une insurrection populaire indigène, qui se poursuivit encore, sous la direction de ses deux frères, après son exécution extrajudiciaire par des soldats espagnols. Auparavant, dans les années 70 de ce même siècle, plusieurs mouvements de protestation isolés avaient déjà mis au jour le mécontentement des indigènes et avaient fait figure de prélude aux révoltes indiennes généralisées de la décennie suivante.

## Démarches légales en réponse aux vexations
Tomás Katari naquit au sein de l’ayllu (communauté) de San Pedro de Macha, dans le canton de Macha (province de Chayanta, département de Potosí) de l’actuelle Bolivie. Il était marié à Kurusa Yawri (rebaptisée par les Espagnols Curusa Llave), laquelle, à la suite de l’assassinat de son mari en 1781, se muera de maîtresse de maison en un des chefs militaires du soulèvement en Bolivie.
À la mi-1777, Tomás Katari engagea une action en justice contre l’Espagnol Blas Bernal, lui reprochant d’avoir usurpé à son détriment la fonction de kurajkaj (‘curaca’, cacique) qui lui revenait légitimement par droit d’héritage et que protégeait la législation coloniale. Aussi Tomás Katari comparut-il devant l’Audiencia de Potosí, présentant plainte fondée de ce que Blas Bernal, en recueillant les impôts dans sa communauté, commettait des vols au préjudice de la Real Hacienda (ministère des finances) par l’utilisation de deux listes parallèles de taxation, différant l’une de l’autre de 487 pesos et 4 reales, dont seule celle présentant le montant collecté le plus faible était remise à la Real Hacienda.
Le 18 février 1778, l’Audiencia considéra que la plainte déposée par Katari et par son compagnon Isidro Achu était suffisamment fondée et disposa que les plaignants fussent à nouveau chargés de la perception des impôts. Le 13 mars 1778, le  corrégidor de Chayanta, Nicolás Ursainqui, ayant reçu le procès-verbal de l’Audiencia, requit Katari et Achu de remettre les sommes perçues, mais lorsqu’ils se furent rendus à Chayanta, il apparut que le poste de corregidor avait changé de mains et était désormais occupé par Joaquín de Alós, ami de Blas Bernal. Katari et Achu furent tous deux incarcérés, mais le 27 mars 1778, cédant aux requêtes réitérées des partisans de Katari et afin d’apaiser les esprits, Alós ordonna leur remise en liberté.

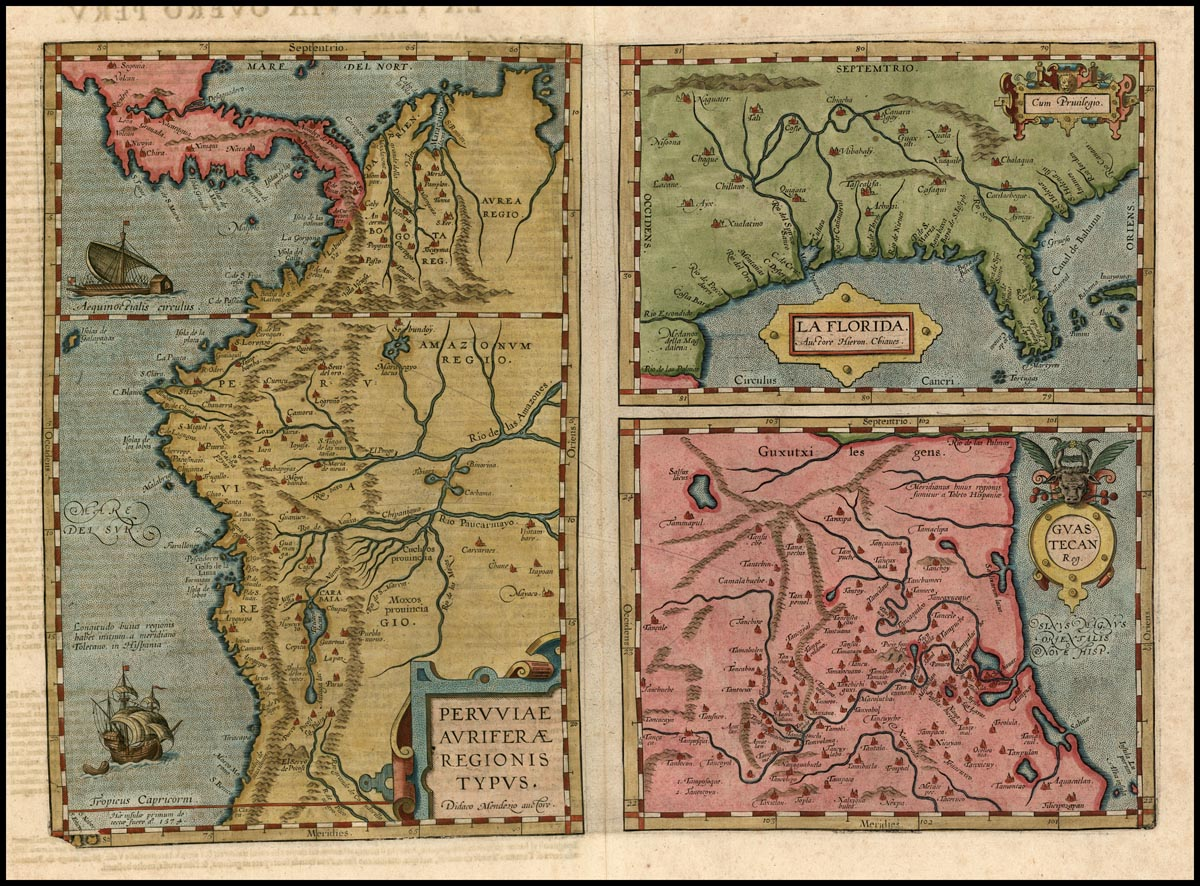
À gauche, carte du Pérou, où sont signalés plusieurs sites miniers argentifères, dont notamment (en bas au centre) Potosí.

Peu après, le 17 juillet 1778, l’Audiencia de Charcas cessa de ressortir à la vice-royauté du Pérou et passa sous la juridiction de la vice-royauté du Río de la Plata nouvellemment créée, qui avait pour capitale la ville de Buenos Aires. Les dirigeants indigènes des 365 communautés de Potosí convoquèrent deux grandes réunions, à Poqoqwata et à Macha, auxquelles assistèrent les trois frères Katari ; les 365 participants décidèrent que Tomás Katari, en considération de sa conduite exemplaire et des nombreuses qualités qu’il possédait, serait chargé de se rendre à Buenos Aires pour s’entretenir avec le nouveau vice-roi.
Katari partit avec Tomás Achu, le fils de son compagnon Isidro Achu. Comme ils étaient Indiens, il leur était interdit de monter à cheval, sous peine de galères, coups de fouet publics et privés, amende, voire la mort. (Quand une personne européenne avait besoin qu’un de ses esclaves montât à cheval, elle devait se procurer un permis en bonne et due forme auprès du gouverneur.) Aussi Tomás Katari et Tomás Achu couvrirent-ils à pied la distance de quelque 2 300 kilomètres séparant leur lieu de résidence d’avec la nouvelle capitale Buenos Aires. Tout au long du voyage, ne disposant pas de devises espagnoles pour se payer le gîte et le couvert, ils furent aidés par les indigènes des diverses nations qu’ils traversaient. En novembre 1778, au terme d’un périple de plusieurs mois, ils atteignirent Buenos Aires et eurent une entrevue avec le vice-roi Juan José Vértiz (1719-1799), la plus haute autorité de la vice-royauté du Río de la Plata.

« Je le confesse à V. E., et elle ne pourra en douter, que les malversations des Corrégidors sont la cause principale de la ruine de tout le Royaume, car par celles-ci, ce n’est pas seulement le Corrégidor lui-même qui nous dépouille, mais aussi ses suppléants, caissiers et assistants, comme on l’a vu dans le cas du Corrégidor Joaquín de Alós ; celui-ci a détourné environ quatre-cent-mille pesos, le suppléant Luis Nuñez et sa femme, une somme plus grande encore, son suppléant Don Lucas Villafran et sa femme, une somme équivalente, en sus des nombreux commissionnaires du Corregidor, avec la certitude que lorsqu’un Corrégidor et son suppléant s’en vont chargés de recettes, nous pauvres Indiens en sortons dépouillés. Tous les gouverneurs espagnols et métis de la province de Chayanta ont été des Corrégidors, parce que tous les susnommés ont détourné ce qu’ils ont voulu et tous objets qui ne sont pas utilisables chez les Indiens, de sorte que nous nous sommes attendus à ce que ces voleurs nous saisissent nos bréviaires, nos missels et nos chasubles pour dire la messe et les bonnets pour être docteurs… »

— Tomás Catari
Le 15 janvier 1779, le vice-roi Vértiz rédigea un décret, adressé aux docteurs Luis de Artajona, Juan Bautista de Ormachea et Diego de la Calancha, auditeurs de la Real Audiencia de Charcas, leur ordonnant d’enquêter sur les faits dénoncés et de rendre justice. Il ne voulut cependant pas statuer sur le fond de l’usurpation de la fonction de Tomás Katari, ni sur le détournement d’impôts, compte tenu que Katari n’était pas en mesure de faire état, pour vérification par les fonctionnaires royaux et l’Audiencia, des documents y relatifs, le corregidor Alós les ayant en effet dérobés .
À leur retour dans leur région, Tomás Katari et Tomás Achu furent à nouveau écroués. Cependant, le 15 avril 1779, le procureur de l’Audiencia de Charcas se déroba en arguant que les documents que Katari n’avait plus en sa possession, mais qui étaient nécessaires à mener l’enquête demandée par le vice-roi, faisaient défaut. Quatre mois plus tard, le 19 avril 1779, l’Audiencia s’adressa au corrégidor Joaquín de Alós et le sollicita d’envoyer ces documents. Tomás Katari, après avoir consulté les jamautas (‘hommes sages’) et les mamakonas (‘femmes sages’), qui lui conseillèrent de commencer à exercer la fonction dont il avait été spolié, lors même qu’il n’avait pas encore reçu la confirmation officielle des autorités espagnoles, ordonna début mai 1779 que les assemblées communautaires de toute la région élisent ― conformément aux coutumes des Incas ― leurs propres autorités, « défenderesses et protectrices des Indiens démunis, soumis à tributs, misérables, sans défense [...], à qui d’autres individus boivent le sang ».
Aussitôt, il fut appréhendé par les soldats à Torocarí et conduit à la communauté d’Aullagas, où il fut cependant libéré de force par une foule d’indigènes armés de pieux. L’Audiencia de Charcas l’accusa de s’être exprimé défavorablement à propos de la  mita  pendant que 800 Quechuas ligotés attendaient leur tour de mita dans le hameau d’Ocurrí. Il fut derechef emprisonné à Charcas et mis en jugement. Le 12 décembre 1779, il exposa ses arguments. Le 8 janvier 1780, on voulut le transférer de la prison de Charcas, mais ses partisans réussirent une nouvelle fois à le libérer. Le 10 juin 1780, se fiant à la reconnaissance qu’il avait obtenue auprès du vice-roi Vértiz, Katari se présenta à Charcas pour se défendre des charges portées contre lui, mais fut incarcéré et mis au secret. Le 23 juillet 1780, ses partisans s’armèrent et se mobilisèrent à Huancarani, localité près de Poqoqwata, entourèrent le corrégidor et son escorte militaire en lui enjoignant de libérer Tomás Katari et de baisser les impôts abusifs. Le corrégidor, avec la médiation de deux prêtres, ordonna la libération et la baisse d’impôts. Se fiant à la parole des religieux, les Quechuas le laissèrent alors repartir.

## Rébellion et mort
Le 25 (ou le 26) août 1780, tandis que le corrégidor assistait en compagnie de son groupe de soldats à l’« énumération» de Quechuas corvéables que l’on requérait chaque année pour le travail dans les mines, le jeune Tomás Achu, qui avait accompagné Katari pendant le voyage de celui-ci à Buenos Aires, s’approcha du corrégidor Alós, et exigea de lui qu’il tînt sa parole. Celui-ci répliqua par deux coups de feu et le tua.
Les indigènes présents attaquèrent alors les soldats espagnols et les tuèrent sur place. Alós tenta de s’enfuir sur un cheval au galop mais fut jeté à bas de son cheval par un tir de  fronde le frappant à le tête. Les Quechuas troquèrent auprès des Espagnols la vie du corrégidor pour celle de Tomás Katari. Le corrégidor toutefois réussit à s’échapper, déguisé en prêtre, et à gagner Tucumán, dans l’actuelle Argentine.
L’Audiencia de Charcas affirma publiquement qu’elle respecterait l’autorité de Tomás Katari, mais en secret donna ordre aux Espagnols de le capturer mort ou vif, et offrit une récompense en argent. Une patrouille commandée par le patron de mine espagnol Manuel Álvarez Villarruel captura Katari, pendant que celui-ci effectuait un de ses voyages d’inspection dans les communautés indigènes, près d’Aullagas. Álvarez Villarruel le remit à Juan Antonio Acuña, juge suprême de la province de Chayanta, qui se hâta de le faire conduire à La Plata (Chuquisaca, actuel Sucre, à 170 km à l’est de Macha). Acuña pourtant savait que sa patrouille était suivie par des partisans armés de Katari. Le 15 janvier 1781, Acuña reçut l’ordre secret d’assassiner Katari (ordre attesté par des documents ultérieurs), lui attacha les mains et le précipita dans l’abîme de dessus les hauteurs escarpées de Chataquilla, près de la communauté de Quila Quila, dans la province de Yamparáez. Isidro Serrano, Espagnol qui écrivait la correspondance de Katari et qui fut témoin du meurtre, fut lui aussi assassiné. Les partisans de Katari rattrapèrent Acuña et ses soldats et les mirent à mort ; le patron minier Álvarez Villarruel fut également exécuté.
Les soulèvements gagnèrent en ampleur, s’étendant jusqu’à Challapata, dans le département d’Oruro. À partir de ce moment, les frères de Katari, Dámaso et Nicolás, prirent la tête des rebelles, qui atteignirent Chuquisaca, où Dámaso, après avoir été trahi par un prêtre catholique espagnol de Poqoqwata, Francisco Javier Troncoso, et remis aux autorités, fut pendu publiquement sur la grand-place de la ville.

## Suites et postérité
Tomás Katari déclencha une série de mouvements locaux, dont un fut mené à partir du 4 novembre 1780 par un descendant des rois incas, Túpac Amaru, qui expulsa les Espagnols de Cuzco. Le 18 mai 1781, Túpac Amaru fut supplicié et mis à mort publiquement, en même temps que son épouse Micaela Bastidas, ses enfants, les membres de sa famille et ses partisans.
Presque concomitamment avec l’assassinat de Tomás Katari éclata la rébellion massive de l’Aimara Julián Apaza, d’origine modeste, qui adoptera le nom de Túpac Katari.
La mita fut finalement abolie en 1791.
En 2008, la Législature de la Buenos Aires rebaptisa du nom de Tomás Katari une placette de la ville, située entre les rues Charrúa et Itaquí, dans le quartier de Nueva Pompeya.

## Corrélats
- Túpac Amaru II (1738-1781).
- Túpac Katari (1750-1781).
- Révolte de Túpac Amaru II